# Spilocuscus kraemeri
Spilocuscus kraemeri là một loài động vật có vú trong họ Phalangeridae, bộ Hai răng cửa. Loài này được Schwarz mô tả năm 1910.